# 肖营子镇
肖营子镇，是中华人民共和国河北省秦皇岛市青龙满族自治县下辖的一个乡镇级行政单位。

## 行政区划
肖营子镇下辖以下地区：
肖营子村、王子店村、五指山村、娄子店村、西庄村、上打虎店村、下打虎店村、荒山沟村、沙沟村、王营子村、高丽铺村、温杖子村、海红庄村、马道沟村、姚杖子村、光明村、上抱榆槐村、下抱榆槐村、白家店村、赵杖子村、薛杖子村、乱梨沟村、温泉村和柳树行村。